# حارة السرار (صنعاء همدان)
حارة السرار هي إحدى حارات حي شملان بضواحي صنعاء مديرية همدان، بلغ تعداد سكانها 217 نسمة حسب تعداد اليمن لعام 2004.